# 泰國八色鶇
泰國八色鶇（学名：Hydrornis gurneyi），是八色鸫科蓝八色鸫属的一种，分佈于泰國和緬甸。全球活动范围约为2,400平方千米。该物种的保护状况被评为濒危。
泰国八色鸫的平均体重约为73.2克。栖息地包括种植园、亚热带或热带的湿润低地林和亚热带或热带的沼泽林。

## 特徵
泰國八色鶇的冠藍色，上身呈藍黃色，色彩鮮艷。頭部其他部份呈黑色，下身呈褐色。雌鳥的冠呈褐色，上身呈白黃色。

## 保育
泰國八色鶇曾一度被認為已經滅絕，但於1986年卻重新被發現。牠們的衰落是因在緬甸南部及泰國半島進行的大規模伐林所致。牠們的數量於1997年估計只餘下9對，而於2003年發現在緬甸仍有四個群落生存，每群約有10-12對。